# Jan Kasper von Ampringen
Jan Kasper von Ampringen (ur. 19 stycznia 1619 w Ambringen, zm. 9 września 1684 we Wrocławiu) – administrator urzędu wielkiego mistrza zakonu krzyżackiego 1664–1684.

## Życiorys
Był ostatnim męskim przedstawicielem szlacheckiego rodu von Ampringen. W młodości kształcił się u jezuitów, później został oddany na służbę cesarską do Wiednia. Do zakonu krzyżackiego wstąpił w 1646. Początkowo zajmował kilka mało znaczących stanowisk w Mergentheim. W 1653 awansował i objął w zarząd czeskie posiadłości zgromadzenia. Wykazał się talentem jako ich administrator i w szybkim tempie odbudował je po zniszczeniach wojny trzydziestoletniej. Zwrócił tym uwagę wielkiego mistrza Leopolda Wilhelma Habsburga, który w 1660 uczynił go komturem krajowym Austrii. W latach 1662–1664 był członkiem Dyrektorium. Po śmierci Karola Józefa Habsburga wybrano go zwierzchnikiem zakonu.
Jan Kasper von Ampringen był oddanym sługą cesarza Leopolda I i zagorzałym przeciwnikiem reformacji. W latach 1673–1679 pełnił rolę namiestnika Węgier, gdzie wprowadzał niezwykle uciążliwe represje administracyjne. Wywołało to bunt, który w krótkim czasie przemienił się w węgierskie powstanie narodowe pod przywództwem Imre Thökölyego. Dodatkowo kraj nawiedziła epidemia dżumy. Zachorował również von Ampringen. Schorowanego i niemogącego ogarnąć chaosu wojny domowej gubernatora cesarz zmuszony był odwołać.
W 1682 cesarz uczynił von Ampringena starostą generalnym Śląska. Aby móc pełnić ten urząd musiał być jednym ze śląskich książąt. Cesarz podniósł więc go dożywotnio do stanu księcia na Bruntálu.
Jan Kasper von Ampringen nie nacieszył się długo nową funkcją. Osłabiony przebytą dżumą, ponownie zapadł na zdrowiu. Zmarł 9 września 1684 rażony apopleksją.
Pochowany został w Bruntálu.